# Kaijū

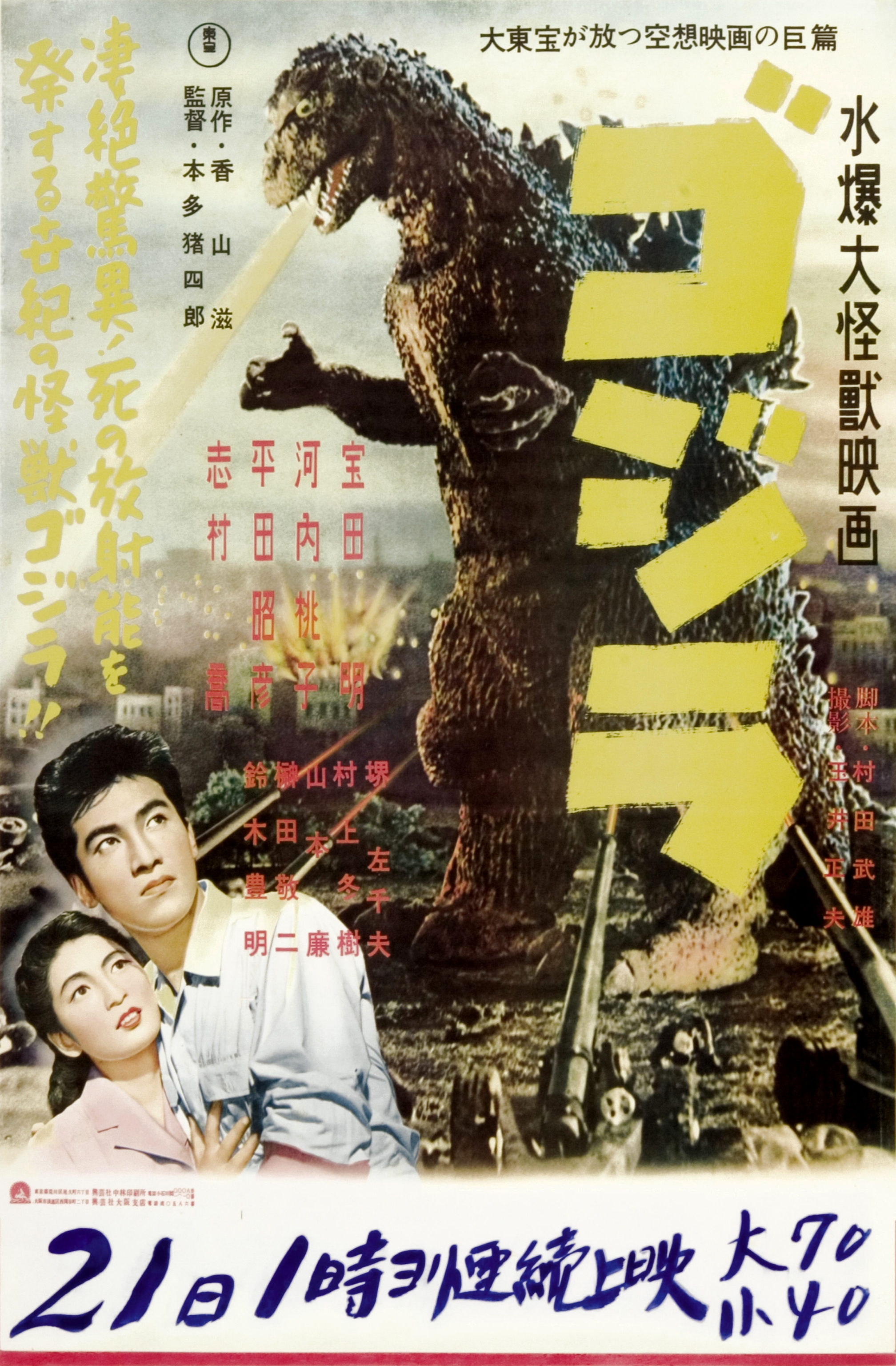
Plakat filmu Gojira; podtytuł: Suibaku (dosł. „bomba wodorowa”) dai-kaijū eiga (Film o radioaktywnym, wielkim potworze), Toho Company Ltd., 1954 r.

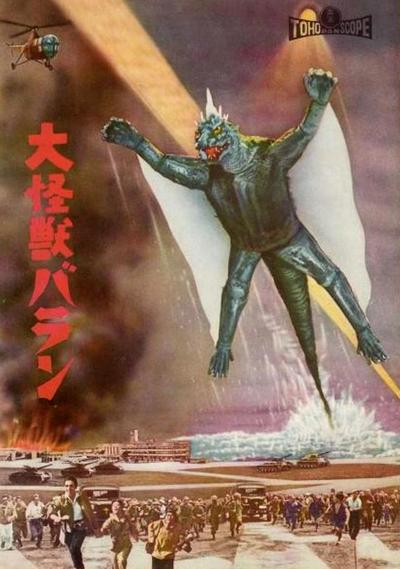
Plakat filmu Varan the Unbelievable, Toho Company Ltd., 1958 r.

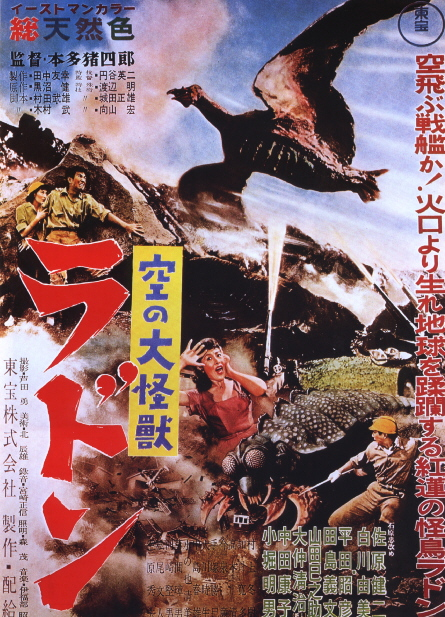
Plakat filmu Rodan – ptak śmierci, Toho Company Ltd., 1956 r.

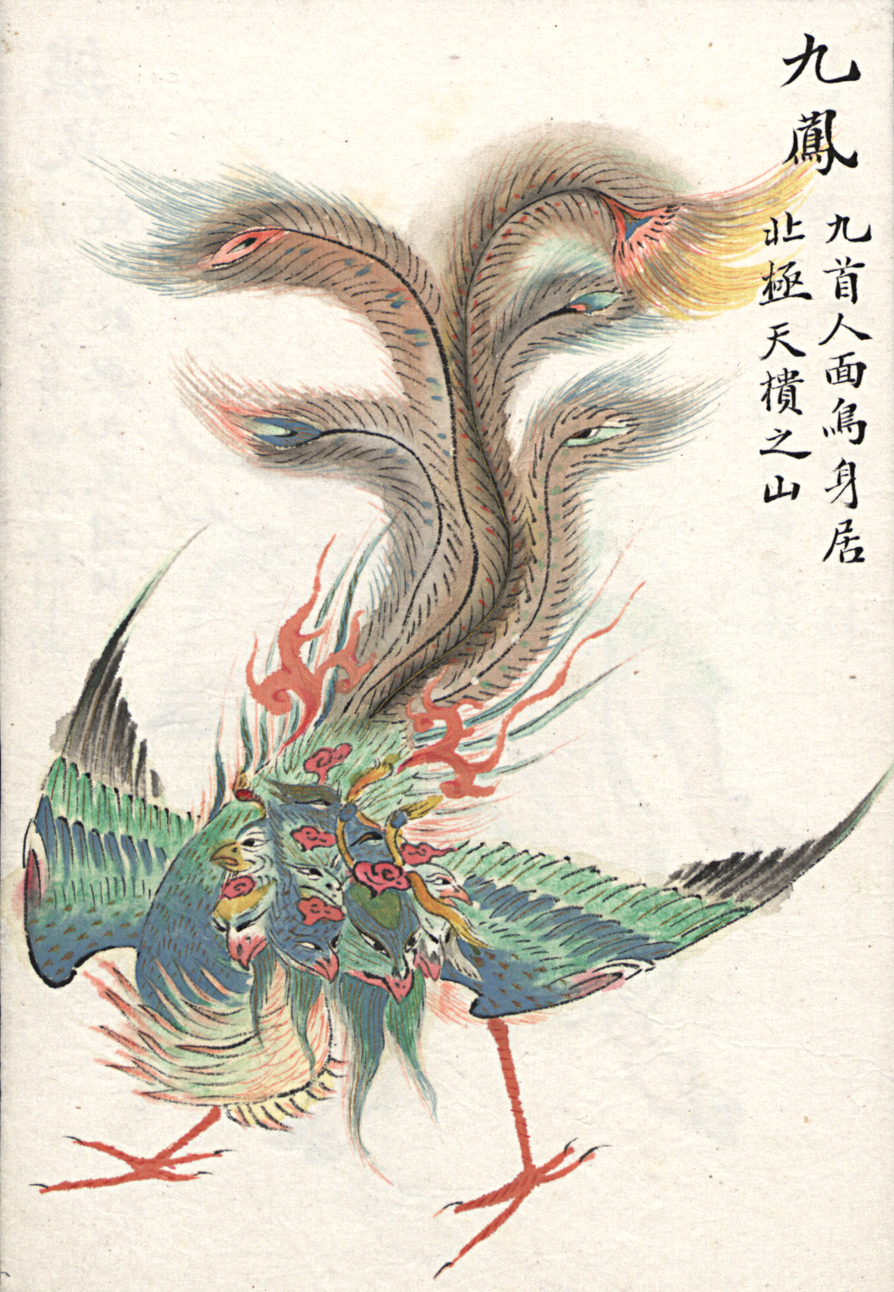
Dziewięciogłowy Feniks z Księgi Gór i Mórz

Kaijū (jap. 怪獣; potworna bestia) – japońskie słowo oznaczające: (1) niebezpieczne, złowieszcze zwierzę, bestię nieznanego pochodzenia, (2) wielkiego, prehistorycznego gada, który został stworzony na potrzeby m.in. mangi, filmu i TV, inaczej „dziwną bestię”.

## Wyjaśnienie słownictwa
Japońskie słowo kaijū wywodzi się od zapisywanego tymi samymi znakami i o tym samym znaczeniu chińskiego guàishòu, oznaczającego właśnie potwora, monstrum. Pojawiło się ono po raz pierwszy w chińskiej Księdze Gór i Mórz, ok. IV–III wieku p.n.e.
Należy je łączyć z szerokim pojęciem o nazwie yōkai, obejmującym niezliczone ilości potworów, duchów, mamideł, straszydeł itp. występujących w japońskiej mitologii i tradycjach ludowych. W obecnym znaczeniu stało się szerzej znane w świecie dzięki produktom kinematografii japońskiej, w tym przede wszystkim Godzilli, który doczekał się pomnika w Tokio i gwiazdy w Alei Sław w Hollywood.
Pokrewnymi terminami są: kaijū-eiga (jap. 怪獣映画 filmy z potworami i o potworach), dai-kaijū (jap. 大怪獣 wielkie potwory) i kaijin (jap. 怪人 potwory-humanoidy, ludzie-potwory). Produkcje o tematyce kaijū zaliczane są do filmów z gatunków fantastycznonaukowych i katastroficznych.
Najsłynniejszymi dai-kaijū są Godzilla i King Kong, a inne znane to m.in.: King Ghidorah, Mothra, Rodan, Anguirus (należące do wytwórni Tōhō), czy też Gamera i Daimajin (należące do wytwórni Daiei). Istnieje też termin ultra-kaijū na określenie setek potworów i dziwacznych postaci występujących w serialach i filmach o Ultramanie. Kaijū pojawiają się również w komiksach i grach komputerowych, najczęściej bazujących na filmach fabularnych. Animację potworów tworzy się przy pomocy różnego rodzaju efektów specjalnych.
Japońska kinematografia rozróżnia ponadto:
chitei-kaijū – potwory spod ziemi, np. Baragon, Telesdon z „Ultraman”;
kaitei-kaijū – potwory z morza, np. Godzilla
kodai-kaijū – potwory wzorowane na prehistorycznych, np. Godzilla, Gigasaurus
uchū-kaijū – potwory kosmiczne, np. Zetton, Gigan
reitō-kaijū – posiadające zdolność zamrażania, np. Margodon
konchū-kaijū – potwory-owady, np. Mothra
robotto-kaijū – potwory-roboty, np. Crazygon, Mechagodzilla

## Charakterystyka
Gatunek kaijū-eiga narodził się w Japonii w latach 30. XX wieku, wraz z powstaniem filmów, będących kopiami oryginalnego amerykańskiego King Konga z 1933 roku: Wasei Kingu Kongu z 1933 roku i Edo ni arawareta Kingu Kongu z 1938 roku (do dzisiaj nie przetrwała ani jedna kopia tych filmów).
Zaczął się szybko rozwijać dopiero od 1954 roku, tj. od powstania filmu Godzilla: Król potworów. Godzilla oraz wiele innych potworów wywodzi się z dramatycznych doświadczeń japońskiego społeczeństwa w czasie II wojny światowej, zwłaszcza związanych z użyciem broni jądrowej (zrzucenie bomb atomowych na Hiroszimę i Nagasaki), a także strachem przed jej ponownym użyciem (incydent z japońskim kutrem Daigo Fukuryū Maru w 1954 roku).
Cechą charakterystyczną kaijū-eiga jest to, że potwory grane są przez aktorów w specjalnych kostiumach, a fabuła jest schematyczna. Przykładowa fabuła takiej produkcji to pojawienie się potwora lub kosmitów, co zazwyczaj obserwuje młody naukowiec lub grupa starców. Nikt im nie wierzy, nawet po nagłym ataku i miejscowej masakrze. Wojskowi nadal ignorują osobę, która to zauważyła. Dopiero ponowny atak potwora i jeszcze większa masakra zmienia postać rzeczy. Na naradzie wszyscy zastanawiają się nad słabymi punktami przeciwnika. Zazwyczaj odkrywa je młody naukowiec, a następnie tworzy się nową broń i niszczy potwora. Naukowiec i jego dziewczyna przytuleni obserwują jego śmierć lub ucieczkę.
Od lat 60. i 70. XX wieku w filmach zaczęły się również pojawiać kaijū, które nie były zagrożeniem dla ludzkości, ale jej sojusznikami i obrońcami przed innymi potworami. Przykładem są tu m.in.:
- seria o Gamerze,
- ostatnie filmy o Godzilli z serii Shōwa,
- filmy o Mothrze m.in. trylogia Mothry.

Kaijū wyglądem przypominają zwierzęta (np. Godzilla należy do przetrwałego przedstawiciela fauny mezozoicznej), które uległy mutacji na skutek testów jądrowych, olbrzymie owady (np. Mothra), olbrzymie roboty (nazywane Mecha np. Mechagodzilla z filmów o Godzilli), czy też stworzenia pochodzenia pozaziemskiego (np. Gigan z filmów o Godzilli) lub mitologicznego (np. Yamata no Orochi z filmu Czas Bogów z 1959 roku).
Różnego rodzaju monstra występują w licznych serialach TV, które nazywają się tokusatsu-terebi-bangumi i oparte są w dużej mierze na efektach specjalnych (tokusatsu). Należą do nich np. Chōjin Sentai Jetman, w którym bohaterowie walczą z potworami przypominającymi np. pomidora, czy Kamen Rider Super-1, gdzie zobaczyć można było potwory bazujące na przedmiotach znajdujących się w domu, jak chociażby parasolka czy drabina.

## Filmy o podobnej tematyce poza Japonią
Za pierwsze amerykańskie filmy ukazujące olbrzymie potwory uznaje się m.in. niemy film Zaginiony świat (The Lost World) z 1925 roku w reżyserii Harry’ego O. Hoyta, będący adaptacją powieści Arthura Conana Doyle’a pod tym samym tytułem, oraz film King Kong z 1933 roku w reżyserii Meriana C. Coopera i Ernesta Schoedsacka. W obu filmach za efekty specjalne (animację poklatkową) odpowiedzialny był Willis H. O’Brien.
W latach 50. XX wieku pojawiły się m.in. takie filmy, jak: Bestia z głębokości 20 000 sążni (The Beast from 20,000 Fathoms) z 1953 roku, który uważany jest za jedną z inspiracji dla japońskiej Godzilli, One! (Them!) z 1954 roku o olbrzymich mrówkach, To przyszło z głębin morza (It Came from Beneath the Sea) z 1955 o olbrzymiej ośmiornicy, Tarantula z 1955 roku o olbrzymim pająku, czy też 20 milionów mil do Ziemi z 1957 roku o potworze z kosmosu. W 1976 roku powstał remake King Konga w reżyserii Johna Guillermina.
W latach 90. powstały m.in. takie filmy, jak: Wstrząsy (Tremors) z 1990 roku z czterema sequelami, wyreżyserowany przez Stevena Spielberga film Park Jurajski (Jurassic Park) na podstawie książki Michaela Crichtona o tym samym tytule, który doczekał się dwóch sequeli (trzeci planowany był na 2015), oraz amerykański remake Godzilli (Godzilla z 1998 roku w reżyserii Rolanda Emmericha), który poniósł artystyczną i finansową klęskę. W 2005 roku Peter Jackson zrealizował remake oryginalnego King Konga. Kolejnymi amerykańskimi filmami o tematyce kaijū były: Projekt: Monster (Cloverfield) z 2008 roku w reżyserii Matta Reevesa, Pacific Rim z 2013 roku w reżyserii Guillermo del Toro. W 2014 powstał reboot Godzilli w reżyserii Garetha Edwardsa rozpoczynająca uniwersum filmowe MonsterVerse.
Na Półwyspie Koreańskim powstały m.in. południowokoreańskie Yonggary (kor. 대괴수 용가리, Taekoesu Yonggary) z 1967 roku, który doczekał się remake’u pod tytułem Potwór Yonggary (znany też pod tytułem Reptilian) z 1999 roku, pastisz King Konga pod tytułem A*P*E (kor. 킹콩의 대역습, King Kong eui daeyeokseup) z 1976 roku lub D-War: Wojna smoków (kor. 디워, D-War), a także północnokoreański film Pulgasari (kor. 불가사리, Pulgasari) z 1985 roku.
W Europie powstały m.in. takie filmy, jak: brytyjskie The Giant Behemoth z 1959 roku, Konga z 1961 roku, Potwór z otchłani (Gorgo) z 1961 roku, czy też duński Reptilicus.